# Філіп Гастон
Філіп Гастон (англ. Philip Guston), справжнє ім'я Філіп Гольдштейн (27 липня 1913, Монреаль — 7 червня 1980, Вудсток, Нью-Йорк) — американський художник.

## Біографія
Народився в Канаді, у родині єврейських емігрантів — вихідців із України, батьки художника приїхали в Америку з Одеси. Незабаром сім'я переїжджає в Лос-Анджелес. Малювати почав вже в юнацькі роки, спочатку комікси. Навчання почав у Школі малювання в Клівленді. У роки навчання (30-і рр. XX ст.) Приділяв увагу насамперед створеному Джорджо де Кіріко стилю метафізичний реалізм, а також фрескового живопису старих італійських майстрів — Андреа Мантенья, Мазаччо, Паоло Учелло. У кінці 30-х Ф. Гастон працює в рамках державної програми розвитку в області пропагандистської, настінного живопису, однак до початку 40-х років повертається до живопису станкового.
Характерною особливістю робіт Ф. Гастона було те, що при створенні нових картин він часто використовував фрагменти вже створених раніше полотен. На рубежі 1947—1948 років художник пише свою першу абстрактну картину «Кати» (англ. The Tormentors). У кінці 40-х і в 50-і роки XX століття художник працює в стилі абстрактного експресіонізму. У той же час звернення до сюжетів, навіяним подіями двох світових воєн зближує його полотна з експресіоністській живописом Макса Бекмана. З початку 60-х років художник повертається до фігуративного мистецтва, у цей час він часто відтворює й переробляє в нових роботах сюжетні мотиви своїх ранніх картин із 30-х років (наприклад, тема злочинів, що творяться Ку-клукс-кланом).